# Crystal Dynamics
Crystal Dynamics, Inc. este un dezvoltator de jocuri video american cu sediul în San Mateo, California. Studioul este cel mai bine cunoscut pentru jocurile sale în seriile Tomb Raider, Legacy of Kain, și Gex.
Madeline Canepa, Judy Lange și Dave Morse au fondat Crystal Dynamics ca o desprindere din The 3DO Company în iulie 1992. Concentrându-se inițial pe consola 3DO Interactive Multiplayer, primul titlu al studioului, Crash 'N Burn (1993), a fost primul pack-in game al sistemului. În 1994, a devenit primul dezvoltator pentru PlayStation în afara Japoniei și curând a început convertirea titlurilor sale mai vechi pentru sistem. Studioul a creat de asemenea Gex (1995) și a publicat Blood Omen: Legacy of Kain (1996), mai târziu extinzându-se la ambele francize. Înfruntând dificultăți financiare în 1996, investorii companiei au instituit concedieri semnificative și terminarea afacerilor de publicare de jocuri. Pe măsură ce problemele fiscale au persistat, editorul Eidos Interactive a achiziționat studioul în noiembrie 1998.
În 2003, Eidos Interactive a pus Crystal Dynamics la conducerea seriei Tomb Raider, si studioul ca rezultat a dezvoltat o trilogie modernizată cu Tomb Raider: Legend (2006), Tomb Raider: Anniversary (2007) și Tomb Raider: Underworld (2008). În 2009, Crystal Dynamics a devenit parte a conglomeratului japonez Square Enix pe măsură ce compania a achiziționat și consolidat compania părinte a Eidos Interactive. Studioul apoi a dezvoltat primele două jocuri în o trilogie reboot a Tomb Raider—Tomb Raider (2013) și Rise of the Tomb Raider (2015)—și a trecut într-un rol de suport pentru Shadow of the Tomb Raider (2018) în timp ce a lucrat la Marvel's Avengers (2020). Square Enix a vândut Crystal Dynamics la Embracer Group în august 2022.
Din 2022, Crystal Dynamics are 273 de angajați din trei studiouri sub conducerea șefului de studio Scot Amos. El lucrează la încă un joc Tomb Raider și codezvoltă Perfect Dark.

## Jocuri dezvoltate
| An            | Titlu                                        | Platforme                                                                                         | Editor(i)                   |
| ------------- | -------------------------------------------- | ------------------------------------------------------------------------------------------------- | --------------------------- |
| 1993          | Crash 'N Burn                                | 3DO                                                                                               | Crystal Dynamics            |
| 1994          | Total Eclipse                                | 3DO, PlayStation                                                                                  | Crystal Dynamics            |
| 1994          | Off-World Interceptor                        | 3DO, PlayStation, Sega Saturn                                                                     | Crystal Dynamics            |
| 1994          | Samurai Shodown                              | 3DO                                                                                               | Crystal Dynamics            |
| 1995          | Gex                                          | 3DO, PlayStation, Sega Saturn, Windows                                                            | Crystal Dynamics, Microsoft |
| 1995          | Solar Eclipse                                | PlayStation, Sega Saturn                                                                          | Crystal Dynamics            |
| 1996          | 3D Baseball                                  | PlayStation, Sega Saturn                                                                          | Crystal Dynamics            |
| 1997          | Pandemonium 2                                | PlayStation, Windows                                                                              | Midway Games                |
| 1998          | Gex: Enter the Gecko                         | Nintendo 64, PlayStation, Windows                                                                 | Midway Games                |
| 1999          | Akuji the Heartless                          | PlayStation                                                                                       | Eidos Interactive           |
| 1999          | Gex 3: Deep Cover Gecko                      | Nintendo 64, PlayStation                                                                          | Eidos Interactive           |
| 1999          | Legacy of Kain: Soul Reaver                  | Dreamcast, PlayStation, Windows                                                                   | Eidos Interactive           |
| 2000          | Walt Disney World Quest: Magical Racing Tour | Dreamcast, PlayStation, Windows                                                                   | Eidos Interactive           |
| 2001          | Soul Reaver 2                                | PlayStation 2, Windows                                                                            | Eidos Interactive           |
| 2001          | Mad Dash Racing                              | Xbox                                                                                              | Eidos Interactive           |
| 2002          | Blood Omen 2                                 | GameCube, PlayStation 2, Windows, Xbox                                                            | Eidos Interactive           |
| 2003          | Legacy of Kain: Defiance                     | PlayStation 2, Windows, Xbox                                                                      | Eidos Interactive           |
| 2003          | Whiplash                                     | PlayStation 2, Xbox                                                                               | Eidos Interactive           |
| 2005          | Project: Snowblind                           | PlayStation 2, Windows, Xbox                                                                      | Eidos Interactive           |
| 2006          | Tomb Raider: Legend                          | GameCube, PlayStation 2, PlayStation 3, PlayStation Portable, Windows, Xbox, Xbox 360             | Eidos Interactive           |
| 2007          | Tomb Raider: Anniversary                     | macOS, PlayStation 2, PlayStation 3, PlayStation Portable, Wii, Windows, Xbox 360                 | Eidos Interactive           |
| 2008          | Tomb Raider: Underworld                      | macOS, PlayStation 2, PlayStation 3, Wii, Windows, Xbox 360                                       | Eidos Interactive           |
| 2010          | Lara Croft and the Guardian of Light         | Android, BlackBerry PlayBook, iOS, Nintendo Switch, PlayStation 3, Stadia, Windows, Xbox 360      | Square Enix                 |
| 2013          | Tomb Raider                                  | Linux, macOS, Nvidia Shield TV, PlayStation 3, PlayStation 4, Stadia, Windows, Xbox 360, Xbox One | Square Enix                 |
| 2014          | Lara Croft and the Temple of Osiris          | Nintendo Switch, PlayStation 4, Stadia, Windows, Xbox One                                         | Square Enix                 |
| 2015          | Rise of the Tomb Raider                      | Linux, macOS, PlayStation 4, Stadia, Windows, Xbox 360, Xbox One                                  | Square Enix                 |
| 2018          | Shadow of the Tomb Raider                    | Linux, macOS, PlayStation 4, Stadia, Windows, Xbox One                                            | Square Enix                 |
| 2020          | Marvel's Avengers                            | PlayStation 4, PlayStation 5, Stadia, Windows, Xbox One, Xbox Series X/S                          | Square Enix                 |
| Va fi anunțat | Perfect Dark                                 | Va fi anunțat                                                                                     | Xbox Game Studios           |
| Va fi anunțat | Joc fără nume cu Tomb Raider                 | Va fi anunțat                                                                                     | Amazon Games                |

## Jocuri publicate
| An   | Titlu                                    | Platforme                             | Dezvoltator(i)               |
| ---- | ---------------------------------------- | ------------------------------------- | ---------------------------- |
| 1994 | The Horde                                | 3DO, MS-DOS, PlayStation, Sega Saturn | Toys for Bob                 |
| 1994 | Star Control II                          | 3DO                                   | Toys for Bob                 |
| 1994 | PaTaank                                  | 3DO                                   | PF.Magic                     |
| 1995 | Slam 'N Jam '95                          | 3DO                                   | Left Field Productions       |
| 1996 | Slam 'N Jam '96 Featuring Magic & Kareem | MS-DOS, PlayStation, Sega Saturn      | Left Field Productions       |
| 1996 | Blazing Dragons                          | PlayStation, Sega Saturn              | The Illusions Gaming Company |
| 1996 | Pandemonium!                             | PlayStation, Sega Saturn, Windows     | Toys for Bob                 |
| 1996 | Blood Omen: Legacy of Kain               | PlayStation, Windows                  | Silicon Knights              |